# Tears of Steel
Tears of steel o proyecto mango es el cuarto cortometraje realizado por la Fundación Blender el cual se está utilizando solo software libre. Posteriormente al estreno del cortometraje, los archivos utilizados en su realización se ofrecerán en forma pública y gratuita con licencia y condiciones de difusión y reutilización basadas en la filosofía del conocimiento libre.

## Sinopsis
La historia es ambientada en una Ámsterdam futurista; trata de un chico llamado Tom que se interesa por conocer el espacio y así rompe con Celia una especie de androide, sin saber que ese sería el inicio del fin de la tierra. Veinte años después debe regresar al lugar de su ruptura con Celia para poder salvar al mundo. Esta vez equipado con un traje robótico de alta potencia y una flota de viajeros del tiempo, ¿le bastará para reparar un corazón roto?.

Artwork del cortometraje

## Objetivos del proyecto
Como en trabajos anteriores el interés de la Fundación Blender es organizar proyectos que ayuden a desarrollar nuevas características y realizar mejoras para Blender, algunas de estas son:
- Estimular el desarrollo de funciones avanzadas a nivel de producción.
- Validación de Blender por grandes artistas.
- Uso e implementación de una fuente de información de código abierto.
- Crear publicidad favorable y buenas relaciones públicas para Blender.
- Crear material útil y contenidos educativos de contenido libre.
- Por último, pero no menos importante, proporcionar una experiencia divertida e inspiradora para toda la comunidad de Blender.

## Concepto
Ya que no se ejecutará con un método tradicional de producción comercial, el equipo posee una libertad insuperable en el desarrollo del proyecto. Algunos aspectos han sido congelados debido a los objetivos técnicos, parcialmente solo tendrá algunos aspectos diferentes a los utilizados en proyectos anteriores, estos son:
- Corto VFX con actores reales, 3-5 minutos.
- Tema: Ciencia Ficción en Ámsterdam.

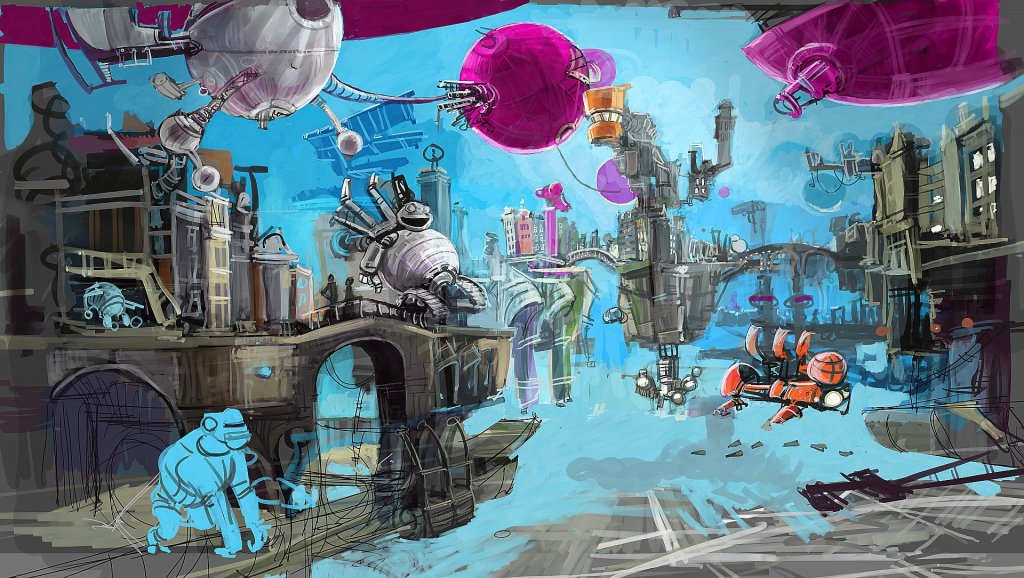
Artwork del cortometraje

## Objetivos técnicos
- Captura de movimiento.
- Renderizado fotorealista.
- Fuente de información de colo mejorado.
- Se mejoró la composición, edición(video/vfx), masking y grading.
- Fuego/humo/volumétricos y explosiones.
- Arreglar la dependencia gráfica de Blender

## Equipo
- Ian Hubert - Director/escritor.[1]
- Ton Roosendaal - Producctor.
- Joris Kerbosch - Director de fotografía.
- David Revoy - Concepto artístico (Francia).
- Jeremy Davison - Animador 3D/rigger.
- Sebastian Koenig - Artista 3D/matchmover.
- Francesco Siddi - Artista 3D/animador.
- Nicolò Zubbini
- Roman Volodin - Artista 3D/animador.
- Andy Goralczyk - Renderizado 3D/iluminación.
- Rob Tuytel - Asistente de producción/modelador.
- Joram Letwory - Música y sonido.

## Programas utilizados
- Para los gráficos 3D Blender con su nuevo motor "Cycles" también se incluyeron proyectos como OpenShading, OpenColor y OpenImage.
- Para las cámaras y la captura de movimiento Blender usó Libmv.
- Para las imágenes y dibujos GIMP, MyPaint, Krita e Inkscape.
- Los renders e imágenes usan el formato OpenEXR.
- Las secunacias de comando fueron realizadas en Python.
- Las estaciones de trabajo están equipadas con Ubuntu 64 bits.
- La granja de renderizado utiliza Debian y Ubuntu.
- La producción de la banda sonora será producida fuera de la Fundación Blender, así que no se garantiza que se usen programas free/open source.

## Formas de patrocinio
- Comprando el DVD en la Blender Store.[2]
- Siendo patrocinador "premium", "main" o "gold".[3]